# Ronde van Turkije 2014
De 14e editie van de Ronde van Turkije vond in 2014 plaats van 27 april tot en met 4 mei. De start was in Alanya, de finish in Istanboel. De ronde maakte deel uit van de UCI Europe Tour 2014, in de categorie 2.HC. In 2013 won de Eritreër Natnael Berhane, na declassering van dopingzondaar Mustafa Sayar. Dit jaar won de 21-jarige Brit Adam Yates.

## Deelnemende ploegen
| WorldTour               | ProContinentaal             | Continentaal     |
| ----------------------- | --------------------------- | ---------------- |
| Astana                  | Bardiani CSF                | Torku Şeker Spor |
| Belkin                  | Caja Rural-Seguros RGA      |                  |
| Cannondale              | CCC Polsat Polkowice        |                  |
| Katjoesja               | Cofidis                     |                  |
| Lampre-Merida           | Colombia                    |                  |
| Lotto-Belisol           | Drapac Professional Cycling |                  |
| Omega Pharma-Quick-Step | MTN-Qhubeka                 |                  |
| Orica-GreenEdge         | Neri Sottoli                |                  |
|                         | Novo Nordisk                |                  |
|                         | Topsport Vlaanderen-Baloise |                  |
|                         | Unitedhealthcare            |                  |
|                         | Wanty-Groupe Gobert         |                  |

## Etappe-overzicht
| etappe | datum    | start     | finish    | type       | afstand | winnaar        | klassementsleider |
| ------ | -------- | --------- | --------- | ---------- | ------- | -------------- | ----------------- |
| 1e     | 27 april | Alanya    | Alanya    | Vlakke rit | 141 km  | Mark Cavendish | Mark Cavendish    |
| 2e     | 28 april | Alanya    | Kemer     | Vlakke rit | 175 km  | Mark Cavendish | Mark Cavendish    |
| 3e     | 29 april | Finike    | Elmalı    | Bergrit    | 185 km  | Rein Taaramäe  | Rein Taaramäe     |
| 4e     | 30 april | Fethiye   | Marmaris  | Heuvelrit  | 132 km  | Mark Cavendish | Rein Taaramäe     |
| 5e     | 1 mei    | Marmaris  | Bodrum    | Heuvelrit  | 183 km  | Elia Viviani   | Rein Taaramäe     |
| 6e     | 2 mei    | Bodrum    | Selçuk    | Bergrit    | 182 km  | Adam Yates     | Adam Yates        |
| 7e     | 3 mei    | Kuşadası  | İzmir     | Vlakke rit | 132 km  | Elia Viviani   | Adam Yates        |
| 8e     | 4 mei    | Istanboel | Istanboel | Vlakke rit | 121 km  | Mark Cavendish | Adam Yates        |

## Etappe-uitslagen

### 1e etappe

#### Verloop
Een viertal met Martin Wesemann, Marc de Maar, Miraç Kal en Gijs Van Hoecke kleurde op de vlakke Turkse wegen de eerste wedstrijdhelft. Na twintig kilometer kregen zij een kloofje, dat werd uitgediept tot ruim zes minuten. De ploegen van de favorieten voor de dagzege - Mark Cavendish, Theo Bos en André Greipel – zetten even later een achtervolging op poten, waarna het verschil snel terugliep.
De vluchters waren er pas helemaal aan voor de moeite toen de renners van Lotto-Belisol een poging tot waaiervorming deden op veertig kilometer van de streep. Deze poging kende echter geen succes, dus begon een gegroepeerd peloton aan het laatste wedstrijduur.
In de snelle slotkilometers was het Belkin, dat de beste sprinttrein wist op te zetten. Op minder dan driehonderd meter van de streep werd Theo Bos gepiloteerd, maar Mark Cavendish sprintte hem snel voorbij. De Brit won uiteindelijk met bijna twee fietslengtes voorsprong op zijn concurrenten.

#### Ongeval Theo Bos
De Nederlandse sprinter Theo Bos klapte vlak na de finish achter op een wagen van de organisatie die acuut stopte. Bos hield hier een pijnlijke knie en een snee in zijn kin aan over. Ploegleider Michiel Elijzen liet weten dat Bos hoogstwaarschijnlijk de volgende dag gewoon zou starten.

#### Uitslag
| Alanya - Alanya (141 km) |                     |                             |          |
| Plaats                   | Naam                | Ploeg                       | Tijd     |
| Winnaar                  | Mark Cavendish      | Omega Pharma-Quick-Step     | 3u15'43" |
| 2                        | Elia Viviani        | Cannondale                  | z.t.     |
| 3                        | Theo Bos            | Belkin                      | z.t.     |
| 4                        | Niccolò Bonifazio   | Lampre-Merida               | z.t.     |
| 5                        | Michael Van Staeyen | Topsport Vlaanderen-Baloise | z.t.     |
| 6                        | Andrea Palini       | Lampre-Merida               | z.t.     |
| 7                        | Danilo Napolitano   | Wanty-Groupe Gobert         | z.t.     |
| 8                        | Jonas Van Genechten | Lotto-Belisol               | z.t.     |
| 9                        | Andrea Guardini     | Astana                      | z.t.     |
| 10                       | Kristian Sbaragli   | MTN-Qhubeka                 | z.t.     |

| Algemeen klassement |                     |                             |          |
| Plaats              | Naam                | Ploeg                       | Tijd     |
| Lichtblauwe trui    | Mark Cavendish      | Omega Pharma-Quick-Step     | 3u15'43" |
| 2                   | Elia Viviani        | Cannondale                  | z.t.     |
| 3                   | Theo Bos            | Belkin                      | z.t.     |
| 4                   | Niccolò Bonifazio   | Lampre-Merida               | z.t.     |
| 5                   | Michael Van Staeyen | Topsport Vlaanderen-Baloise | z.t.     |
| 6                   | Andrea Palini       | Lampre-Merida               | z.t.     |
| 7                   | Danilo Napolitano   | Wanty-Groupe Gobert         | z.t.     |
| 8                   | Jonas Van Genechten | Lotto-Belisol               | z.t.     |
| 9                   | Andrea Guardini     | Astana                      | z.t.     |
| 10                  | Kristian Sbaragli   | MTN-Qhubeka                 | z.t.     |

### 2e etappe

#### Verloop
Vroeg in de rit ontstond er een vluchtersgroep van vijf man. Met Martijn Verschoor was er één Nederlandse renner vertegenwoordigd. Verschoor had onderweg gezelschap van de Turk Ahmet Örken, de Italianen Nicola Boem en Mattia Pozzo en de Pool Paweł Charucki. Het vijftal reed een maximale voorsprong van meer dan vijf minuten bij elkaar. Op initiatief van de sprintersploegen werd het verschil kleiner en bleef het lang ongeveer een minuut. Op zestien kilometer van het einde volgde een hergroepering.
Tijdens de slotkilometers werd er op de lange, brede wegen richting Kemer een strijd uitgevochten door de sprinttreintjes. Mark Cavendish werd door zijn ploeggenoten van Omega Pharma-Quick-Step in een zetel afgezet. Hij ging aan op tweehonderd meter van de finish en sprintte geroutineerd zijn concurrenten uit het wiel, waardoor de Brit zijn tweede overwinning op rij kon boeken.

#### Uitslag
| Alanya - Kemer (175 km) |                     |                         |          |
| Plaats                  | Naam                | Ploeg                   | Tijd     |
| Winnaar                 | Mark Cavendish      | Omega Pharma-Quick-Step | 3u50'17" |
| 2                       | Francesco Chicchi   | Neri Sottoli            | z.t.     |
| 3                       | Niccolò Bonifazio   | Lampre-Merida           | z.t.     |
| 4                       | Kris Boeckmans      | Lotto-Belisol           | z.t.     |
| 5                       | Francesco Lasca     | Caja Rural-Seguros RGA  | z.t.     |
| 6                       | Ken Hanson          | Unitedhealthcare        | z.t.     |
| 7                       | Elia Viviani        | Cannondale              | z.t.     |
| 8                       | Theo Bos            | Belkin                  | z.t.     |
| 9                       | Maximiliano Richeze | Lampre-Merida           | z.t.     |
| 10                      | Marco Canola        | Bardiani CSF            | z.t.     |

| Algemeen klassement |                     |                             |          |
| Plaats              | Naam                | Ploeg                       | Tijd     |
| Lichtblauwe trui    | Mark Cavendish      | Omega Pharma-Quick-Step     | 7u06'00" |
| 2                   | Niccolò Bonifazio   | Lampre-Merida               | z.t.     |
| 3                   | Elia Viviani        | Cannondale                  | z.t.     |
| 4                   | Theo Bos            | Belkin                      | z.t.     |
| 5                   | Michael Van Staeyen | Topsport Vlaanderen-Baloise | z.t.     |
| 6                   | Ken Hanson          | Unitedhealthcare            | z.t.     |
| 7                   | Wouter Wippert      | Drapac Cycling              | z.t.     |
| 8                   | Francesco Chicchi   | Neri Sottoli                | z.t.     |
| 9                   | Danilo Napolitano   | Wanty-Groupe Gobert         | z.t.     |
| 10                  | Francesco Lasca     | Caja Rural-Seguros RGA      | z.t.     |

### 3e etappe

#### Verloop
Op de derde dag stond de enige bergetappe in deze Ronde van Turkije op het programma. De rit over drie cols werd gekleurd door een kopgroep met de Fransman Christophe Le Mével en de Belgen Pieter Vanspeybrouck en Nico Sijmens. Zij hadden aanvankelijk gezelschap van de Spanjaard Javier Aramendia en de Eritreër Ferekalsi Debesay, maar het duo zou onderweg de aansluiting verliezen. Later kwam de Italiaan Davide Frattini aansluiten. De vluchters reden een maximale voorsprong van meer dan zes minuten bij elkaar. Het door de Astana aangevoerde peloton hield het verschil binnen de perken. Aan de voet van de slotklim werden de vluchters ingelopen.
Op de zware slotklim werd de grote groep naarmate de klim vorderde gereduceerd. Door het hoge tempo bleven demarrages lang uit. Rein Taaramäe plaatste op drie kilometer van het einde een versnelling, waar enkel Adam Yates, wiens tweelingbroer de wedstrijd halverwege gedwongen moest staken, een antwoord op had. De twee reden gezamenlijk naar boven, al had Yates moeite om aan te haken bij de Est. Op ongeveer driehonderd meter voor het einde liet Taaramäe zijn medevluchter achter zich, wat hem de dagzege en de leiderstrui opleverde.

#### Uitslag
| Finike - Elmalı (185 km) |                    |                        |          |
| Plaats                   | Naam               | Ploeg                  | Tijd     |
| Winnaar                  | Rein Taaramäe      | Cofidis                | 5u40'31" |
| 2                        | Adam Yates         | Orica-GreenEdge        | + 6"     |
| 3                        | Romain Hardy       | Cofidis                | + 38"    |
| 4                        | Merhawi Kudus      | MTN-Qhubeka            | z.t.     |
| 5                        | Davide Rebellin    | CCC Polsat Polkowice   | z.t.     |
| 6                        | Luis León Sánchez  | Caja Rural-Seguros RGA | z.t.     |
| 7                        | Adam Hansen        | Lotto-Belisol          | + 43"    |
| 8                        | Kristijan Đurasek  | Lampre-Merida          | + 44"    |
| 9                        | Juan José Cobo     | Torku Şeker Spor       | z.t.     |
| 10                       | Enrico Barbin      | Bardiani CSF           | z.t.     |
|                          |                    |                        |          |
| 13                       | Kevin Seeldraeyers | Wanty-Groupe Gobert    | z.t.     |
| 38                       | Marc de Maar       | Unitedhealthcare       | + 7'39"  |

| Algemeen klassement |                    |                        |           |
| Plaats              | Naam               | Ploeg                  | Tijd      |
| Lichtblauwe trui    | Rein Taaramäe      | Cofidis                | 12u46'31" |
| 2                   | Adam Yates         | Orica-GreenEdge        | + 6"      |
| 3                   | Romain Hardy       | Cofidis                | + 38"     |
| 4                   | Luis León Sánchez  | Caja Rural-Seguros RGA | z.t.      |
| 5                   | Merhawi Kudus      | MTN-Qhubeka            | z.t.      |
| 6                   | Davide Rebellin    | CCC Polsat Polkowice   | z.t.      |
| 7                   | Adam Hansen        | Lotto-Belisol          | + 43"     |
| 8                   | Juan José Cobo     | Torku Şeker Spor       | + 44"     |
| 9                   | Davide Formolo     | Cannondale             | z.t.      |
| 10                  | Enrico Barbin      | Bardiani CSF           | z.t.      |
|                     |                    |                        |           |
| 13                  | Kevin Seeldraeyers | Wanty-Groupe Gobert    | z.t.      |
| 38                  | Marc de Maar       | Unitedhealthcare       | + 7'39"   |

### 4e etappe

#### Verloop
In de openingsfase van de wedstrijd ontstond een kopgroep van vijf man. Frederik Backaert, Maksim Belkov, Adam Phelan, Andrea Fedi en Lluís Mas reden de hele dag vooraan. Het vijftal kreeg niet meer dan vier minuten voorsprong.
Tijdens de etappe begon het hard te regenen. Hierdoor werden de Turkse wegen spiegelglad en ontstonden er valpartijen in een afdaling. Onder meer Merhawi Kudus, de nummer vijf in het klassement, kwam ten val. Op negentig kilometer van de streep werd vervolgens besloten om de koers te neutraliseren. André Greipel kroop meteen in een volgwagen en leek de wedstrijd te willen verlaten, maar stapte later toch weer op zijn fiets. Na een lange pauze werd de wedstrijd hervat. De koplopers mochten als eerste van start en kregen de voorsprong die ze hadden op het moment dat de koers werd stilgelegd.
Met nog 26 kilometer te gaan plaatste Mas een aanval in de kopgroep, maar de Spanjaard werd snel gegrepen door zijn vluchtgenoten. Op vijftien kilometer van de aankomst kregen de renners een heuvel voor de kiezen. De Spanjaard probeerde hierop opnieuw aan te vallen. Hij kreeg Belkov met zich mee, maar een aantal minuten later werd het tweetal teruggepakt door het peloton. Ondertussen werd op de beklimming het peloton uitgedund. Onder meer Theo Bos moest lossen.
Mark Cavendish en André Greipel hadden de heuvel wél overleefd. Het peloton stevende vervolgens af op een massasprint. Omega Pharma-Quick-Step beschikte in de slotkilometers over de beste trein. Cavendish werd in perfecte positie naar de sprint gebracht en maakte het werk van zijn ploeggenoten goed af. De 28-jarige renner was met afstand de snelste. Hij behaalde daarmee zijn derde overwinning in deze ronde.
Het podium werd vervolledigd door Maximiliano Richeze en Mark Renshaw, die de sprint voor de winnaar aantrok. Nederlander Jetse Bol eindigde namens Belkin als zesde. De leiderstrui van Rein Taaramäe kwam niet in gevaar.

#### Uitslag
| Fethiye - Marmaris (132 km) |                     |                             |          |
| Plaats                      | Naam                | Ploeg                       | Tijd     |
| Winnaar                     | Mark Cavendish      | Omega Pharma-Quick-Step     | 3u14'23" |
| 2                           | Maximiliano Richeze | Lampre-Merida               | z.t.     |
| 3                           | Mark Renshaw        | Omega Pharma-Quick-Step     | z.t.     |
| 4                           | Kristian Sbaragli   | MTN-Qhubeka                 | z.t.     |
| 5                           | Elia Viviani        | Cannondale                  | z.t.     |
| 6                           | Jetse Bol           | Belkin                      | z.t.     |
| 7                           | Aldo Ino Ilešič     | Unitedhealthcare            | z.t.     |
| 8                           | Marco Haller        | Katjoesja                   | z.t.     |
| 9                           | Ahmet Örken         | Torku Şeker Spor            | z.t.     |
| 10                          | Michael Van Staeyen | Topsport Vlaanderen-Baloise | z.t.     |

| Algemeen klassement |                      |                        |           |
| Plaats              | Naam                 | Ploeg                  | Tijd      |
| Lichtblauwe trui    | Rein Taaramäe        | Cofidis                | 16u00'54" |
| 2                   | Adam Yates           | Orica-GreenEdge        | + 6"      |
| 3                   | Romain Hardy         | Cofidis                | + 38"     |
| 4                   | Luis León Sánchez    | Caja Rural-Seguros RGA | z.t.      |
| 5                   | Merhawi Kudus        | MTN-Qhubeka            | z.t.      |
| 6                   | Adam Hansen          | Lotto-Belisol          | + 43"     |
| 7                   | Juan José Cobo       | Torku Şeker Spor       | + 44"     |
| 8                   | Davide Formolo       | Cannondale             | z.t.      |
| 9                   | Enrico Barbin        | Bardiani CSF           | z.t.      |
| 10                  | Aleksandr Djatsjenko | Astana                 | z.t.      |
|                     |                      |                        |           |
| 12                  | Kevin Seeldraeyers   | Wanty-Groupe Gobert    | z.t.      |
| 47                  | Jetse Bol            | Belkin                 | + 10'33"  |

### 5e etappe

#### Verloop
In deze etappe tussen de badplaatsen Marmaris en Bodrum kozen negen renners het hazenpad. Nico Sijmens was er een van. Hij had gezelschap van Matthias Krizek, Mattia Pozzo, Nicola Boem, Mirko Tedeschi, Lachlan Norris, Dennis Van Niekerk, Marc de Maar en Fabricio Ferrari.
Het verhaal van de rit werd snel duidelijk. De negen mochten ruim vier uur de aandacht opeisen. Samen met Cofidis (voor Rein Taaramäe) hield het team van Omega Pharma-Quick-Step (voor Mark Cavendish) de vluchters binnen zijn vizier. Op tien kilometer van de streep hadden ze alle vluchters te pakken.
In het heuvelachtige hinterland van Bodrum probeerden enkele renners de sprint te ontlopen. Voor de revaliderende André Greipel ging dat te snel. De Duitser moest afhaken en zou niet meesprinten.
Een sterke Gianni Meersman hield de trein van OPQS op de rails, maar de zwarthemden hadden wel krachten verspeeld. Cavendish kwam daardoor te vroeg op kop. Elia Viviani hield hem van een vierde ritzege. Hij klopte de Brit met meer dan een fietslengte.
Onderweg verzamelde de tot Antilliaan genaturaliseerde Nederlander De Maar, ondanks zijn pijnlijke rug, voldoende punten om de bergtrui te heroveren.

#### Uitslag
| Marmaris - Bodrum (183 km) |                     |                             |          |
| Plaats                     | Naam                | Ploeg                       | Tijd     |
| Winnaar                    | Elia Viviani        | Cannondale                  | 4u34'11" |
| 2                          | Mark Cavendish      | Omega Pharma-Quick-Step     | z.t.     |
| 3                          | Kristian Sbaragli   | MTN-Qhubeka                 | z.t.     |
| 4                          | Andrea Fedi         | Neri Sottoli                | z.t.     |
| 5                          | Danilo Napolitano   | Wanty-Groupe Gobert         | z.t.     |
| 6                          | Rafael Andriato     | Neri Sottoli                | z.t.     |
| 7                          | Barry Markus        | Belkin                      | z.t.     |
| 8                          | Niccolò Bonifazio   | Lampre-Merida               | z.t.     |
| 9                          | Michael Van Staeyen | Topsport Vlaanderen-Baloise | z.t.     |
| 10                         | Adam Phelan         | Drapac                      | z.t.     |

| Algemeen klassement |                      |                        |           |
| Plaats              | Naam                 | Ploeg                  | Tijd      |
| Lichtblauwe trui    | Rein Taaramäe        | Cofidis                | 16u00'54" |
| 2                   | Adam Yates           | Orica-GreenEdge        | + 6"      |
| 3                   | Romain Hardy         | Cofidis                | + 38"     |
| 4                   | Merhawi Kudus        | MTN-Qhubeka            | z.t.      |
| 5                   | Luis León Sánchez    | Caja Rural-Seguros RGA | z.t.      |
| 6                   | Adam Hansen          | Lotto-Belisol          | + 43"     |
| 7                   | Juan José Cobo       | Torku Şeker Spor       | + 44"     |
| 8                   | Enrico Barbin        | Bardiani CSF           | z.t.      |
| 9                   | Davide Formolo       | Cannondale             | z.t.      |
| 10                  | Aleksandr Djatsjenko | Astana                 | z.t.      |
|                     |                      |                        |           |
| 12                  | Kevin Seeldraeyers   | Wanty-Groupe Gobert    | z.t.      |
| 47                  | Jetse Bol            | Belkin                 | + 10'33"  |

### 6e etappe

#### Verloop
In tegenstelling tot de vorige etappes duurde het vandaag even voordat een kopgroep een vrijgeleide kreeg. Uiteindelijk slaagden vijf renners erin om weg te rijden. Daarbij zat één Nederlander: Wesley Kreder. De coureur van Wanty-Groupe Gobert kleurde samen met André Greipel, Javier Aramendia, Adrian Kurek en Matthias Krizek de etappe. Het vijftal kreeg een maximale voorsprong van ruim zes minuten. Met nog dertig kilometer te gaan werd de groep gegrepen. Een groot peloton reed vervolgens naar de voet van de lastige slotklim.
Het peloton werd op deze berg snel uitgedund. Op drie kilometer van de streep opende Adam Hansen de aanval, maar hij werd meteen teruggegrepen. Daarna probeerde Valerio Conti weg te rijden, maar ook hij raakte niet weg. Op twee kilometer van de streep probeerde Conti het opnieuw. Deze keer kreeg hij meer ruimte. De Italiaan werd echter snel bijgehaald door Adam Yates, die een vanuit het flink uitgedunde peloton een aanval plaatste. De nummer twee van het klassement sloeg direct een groot gat. Leider Rein Taaramäe kon niet mee.
Er ontstond vervolgens een spannend secondespel tussen Taaramäe en Yates. De Est had voorafgaand aan de etappe zes seconden voorsprong op de renner van Orica-GreenEdge. Hij deed er alles aan om het gat zo klein mogelijk te houden, maar slaagde er niet in. De 21-jarige Yates reed steeds verder weg en had op de aankomstlijn zeven seconden voorsprong op zijn grootste concurrent. Dit betekent dat de Brit nu in het klassement één luttele seconde voorsprong heeft op Taaramäe, die de etappe als vierde eindigde. Davide Formolo en Davide Rebellin passeerden hem nog in de laatste meters.

#### Uitslag
| Bodrum - Selçuk (182 km) |                    |                        |          |
| Plaats                   | Naam               | Ploeg                  | Tijd     |
| Winnaar                  | Adam Yates         | Orica-GreenEdge        | 4u11'46" |
| 2                        | Davide Formolo     | Cannondale             | + 2"     |
| 3                        | Davide Rebellin    | CCC Polsat Polkowice   | z.t.     |
| 4                        | Rein Taaramäe      | Cofidis                | + 7"     |
| 5                        | Kristijan Đurasek  | Lampre-Merida          | z.t.     |
| 6                        | Juan José Cobo     | Torku Şeker Spor       | z.t.     |
| 7                        | Romain Hardy       | Cofidis                | z.t.     |
| 8                        | Luis León Sánchez  | Caja Rural-Seguros RGA | + 15"    |
| 9                        | Adam Hansen        | Lotto-Belisol          | + 17"    |
| 10                       | Javier Mejías      | Novo Nordisk           | + 26"    |
|                          |                    |                        |          |
| 14                       | Kevin Seeldraeyers | Wanty-Groupe Gobert    | + 36"    |
| 15                       | Marc de Maar       | Unitedhealthcare       | + 50"    |

| Algemeen klassement |                    |                        |           |
| Plaats              | Naam               | Ploeg                  | Tijd      |
| Lichtblauwe trui    | Adam Yates         | Orica-GreenEdge        | 24u46'57" |
| 2                   | Rein Taaramäe      | Cofidis                | + 1"      |
| 3                   | Romain Hardy       | Cofidis                | + 39"     |
| 4                   | Davide Formolo     | Cannondale             | + 40"     |
| 5                   | Davide Rebellin    | CCC Polsat Polkowice   | + 44"     |
| 6                   | Juan José Cobo     | Torku Şeker Spor       | + 45"     |
| 7                   | Kristijan Đurasek  | Lampre-Merida          | z.t.      |
| 8                   | Luis León Sánchez  | Caja Rural-Seguros RGA | + 47"     |
| 9                   | Adam Hansen        | Lotto-Belisol          | + 54"     |
| 10                  | Enrico Barbin      | Bardiani CSF           | + 1'04"   |
|                     |                    |                        |           |
| 11                  | Kevin Seeldraeyers | Wanty-Groupe Gobert    | + 1'14"   |
| 43                  | Marc de Maar       | Unitedhealthcare       | + 15'10"  |

### 7e etappe

#### Verloop
Wesley Kreder zat net de dag ervoor in de kopgroep van de dag. De Nederlander van Wanty-Groupe Gobert reed samen met Wesley Sulzberger en Piotr Gawrońskiin de aanval. Het trio kreeg weinig ruimte van de sprintersploegen. De maximale voorsprong bedroeg niet meer dan drie minuten.
Op negen kilometer van de eindstreep werden de leiders gegrepen. Het peloton stevende vervolgens af op een massasprint. In de slotkilometer nam Omega Pharma-Quick-Step de leiding. Mark Cavendish had een indrukwekkende trein voor zich. Achter de Brit ontstond zelfs een gat.
Elia Viviani wist dat gat echter op indrukwekkende wijze te dichten. Hij was in een chaotische spurt (met enkele valpartijen) duidelijk sneller dan Cavendish. De Brit werd bovendien nog gepasseerd door Andrea Guardini, die van heel ver moest komen.
Theo Bos eindigde op plaats vijf in de spurt. Met Wouter Wippert staat er daarnaast een tweede Nederlander in de top tien. De renner in Australische dienst werd tiende.

#### Uitslag
| Kuşadası - İzmir (132 km) |                     |                             |          |
| Plaats                    | Naam                | Ploeg                       | Tijd     |
| Winnaar                   | Elia Viviani        | Cannondale                  | 3u04'25" |
| 2                         | Andrea Guardini     | Astana                      | z.t.     |
| 3                         | Mark Cavendish      | Omega Pharma-Quick-Step     | z.t.     |
| 4                         | Kris Boeckmans      | Lotto-Belisol               | z.t.     |
| 5                         | Theo Bos            | Belkin                      | z.t.     |
| 6                         | Kristian Sbaragli   | MTN-Qhubeka                 | z.t.     |
| 7                         | Ahmet Örken         | Torku Şeker Spor            | z.t.     |
| 8                         | Michael Van Staeyen | Topsport Vlaanderen-Baloise | z.t.     |
| 9                         | Ken Hanson          | Unitedhealthcare            | z.t.     |
| 10                        | Wouter Wippert      | Drapac                      | z.t.     |

| Algemeen klassement |                    |                        |           |
| Plaats              | Naam               | Ploeg                  | Tijd      |
| Lichtblauwe trui    | Adam Yates         | Orica-GreenEdge        | 24u46'57" |
| 2                   | Rein Taaramäe      | Cofidis                | + 1"      |
| 3                   | Romain Hardy       | Cofidis                | + 39"     |
| 4                   | Davide Formolo     | Cannondale             | + 40"     |
| 5                   | Davide Rebellin    | CCC Polsat Polkowice   | + 44"     |
| 6                   | Juan José Cobo     | Torku Şeker Spor       | + 45"     |
| 7                   | Kristijan Đurasek  | Lampre-Merida          | z.t.      |
| 8                   | Luis León Sánchez  | Caja Rural-Seguros RGA | + 47"     |
| 9                   | Adam Hansen        | Lotto-Belisol          | + 54"     |
| 10                  | Enrico Barbin      | Bardiani CSF           | + 1'04"   |
|                     |                    |                        |           |
| 11                  | Kevin Seeldraeyers | Wanty-Groupe Gobert    | + 1'14"   |
| 42                  | Marc de Maar       | Unitedhealthcare       | + 15'10"  |

### 8e etappe

#### Verloop
In deze korte afsluitende etappe voltrok zich een spervuur aan aanvallen in de eerst veertig kilometer. Toch was er tot dan toe niet een succesvol. Nadat Pablo Colonna, Tomasz Kiendyś, Nazim Bakırcı, Javier Mejías, Valerio Conti, Javier Aramendia en Youcef Reguigui (MTN-Qhubeka) het probeerden, haalden met name Omega Pharma-Quick-Step en Cannondale hun voet van de gashendel.
De voorsprong van de zeven koplopers werd echter nooit groter dan veertig seconden. De sprintersploegen hielden de vlucht op het plaatselijke circuit in Istanboel prima onder controle. Op tien kilometer voor het einde was het gedaan voor de mannen voorop en kon het peloton uitkijken naar de laatste massasprint in deze rittenkoers. Op vier kilometer van de streep kwam de Omega Pharma-Quick-Step-trein aan het front en voerde vervolgens een verschrikkelijk hoog tempo op. Mark Cavendish werd in een zetel naar de streep gebracht en haalde het uiteindelijk makkelijk voor Elia Viviani en Andrea Guardini.

#### Uitslag
| Istanboel - Istanboel (121 km) |                     |                             |          |
| Plaats                         | Naam                | Ploeg                       | Tijd     |
| Winnaar                        | Mark Cavendish      | Omega Pharma-Quick-Step     | 2u35'00" |
| 2                              | Elia Viviani        | Cannondale                  | z.t.     |
| 3                              | Andrea Guardini     | Astana                      | z.t.     |
| 4                              | Kris Boeckmans      | Lotto-Belisol               | z.t.     |
| 5                              | Greg Henderson      | Lotto-Belisol               | z.t.     |
| 6                              | Theo Bos            | Belkin                      | z.t.     |
| 7                              | Aldo Ino Ilešič     | Unitedhealthcare            | z.t.     |
| 8                              | Michael Van Staeyen | Topsport Vlaanderen-Baloise | z.t.     |
| 9                              | Kristian Sbaragli   | MTN-Qhubeka                 | z.t.     |
| 10                             | Ken Hanson          | Unitedhealthcare            | z.t.     |

## Eindklassementen
| Plaats           | Naam                 | Ploeg                  | Tijd      |
| ---------------- | -------------------- | ---------------------- | --------- |
| Lichtblauwe trui | Adam Yates           | Orica-GreenEdge        | 30u26'22" |
| 2                | Rein Taaramäe        | Cofidis                | + 5"      |
| 3                | Romain Hardy         | Cofidis                | + 39"     |
| 4                | Davide Formolo       | Cannondale             | + 40"     |
| 5                | Davide Rebellin      | CCC Polsat Polkowice   | + 44"     |
| 6                | Juan José Cobo       | Torku Şeker Spor       | + 45"     |
| 7                | Kristijan Đurasek    | Lampre-Merida          | z.t.      |
| 8                | Luis León Sánchez    | Caja Rural-Seguros RGA | + 51"     |
| 9                | Adam Hansen          | Lotto-Belisol          | + 58"     |
| 10               | Enrico Barbin        | Bardiani CSF           | + 1'04"   |
| 11               | Kevin Seeldraeyers   | Wanty-Groupe Gobert    | + 1'18"   |
| 12               | Aleksandr Djatsjenko | Astana                 | + 1'35"   |
| 13               | Tomasz Marczyński    | CCC Polsat Polkowice   | z.t.      |
| 14               | Javier Mejías        | Novo Nordisk           | + 2'10"   |
| 15               | Peio Bilbao          | Caja Rural-Seguros RGA | + 2'32"   |
| 16               | Aleksandr Rybakov    | Katjoesja              | + 2'59"   |
| 17               | Fabricio Ferrari     | Caja Rural-Seguros RGA | + 3'27"   |
| 18               | David de la Fuente   | Torku Şeker Spor       | + 3'56"   |
| 19               | Adam Phelan          | Drapac                 | + 5'47"   |
| 20               | Dennis Van Niekerk   | MTN-Qhubeka            | + 6'11"   |
|                  |                      |                        |           |
| 42               | Marc de Maar         | Unitedhealthcare       | + 16'12"  |

| Plaats      | Naam                | Ploeg                       | Punten |
| ----------- | ------------------- | --------------------------- | ------ |
| Groene trui | Mark Cavendish      | Omega Pharma-Quick-Step     | 88     |
| 2           | Elia Viviani        | Cannondale                  | 78     |
| 3           | Kristian Sbaragli   | MTN-Qhubeka                 | 48     |
|             |                     |                             |        |
| 4           | Michael Van Staeyen | Topsport Vlaanderen-Baloise | 44     |
| 5           | Theo Bos            | Belkin                      | 42     |

| Plaats    | Naam                 | Ploeg                       | Punten |
| --------- | -------------------- | --------------------------- | ------ |
| Rode trui | Marc de Maar         | Unitedhealthcare            | 15     |
| 2         | Davide Frattini      | Unitedhealthcare            | 12     |
| 3         | Adam Yates           | Orica-GreenEdge             | 12     |
|           |                      |                             |        |
| 8         | Pieter Vanspeybrouck | Topsport Vlaanderen-Baloise | 5      |

| Plaats     | Naam              | Ploeg                  | Punten |
| ---------- | ----------------- | ---------------------- | ------ |
| Witte trui | Mattia Pozzo      | Neri Sottoli           | 15     |
| 2          | Javier Aramendia  | Caja Rural-Seguros RGA | 8      |
| 3          | Fréderique Robert | Wanty-Groupe Gobert    | 8      |
|            |                   |                        |        |
| 4          | Wesley Kreder     | Wanty-Groupe Gobert    | 5      |

## Klassementenverloop
| Etappe       | Winnaar        | Algemeen klassement · | Puntenklassement · | Bergklassement · | Sprintklassement · | Ploegenklassement |
| ------------ | -------------- | --------------------- | ------------------ | ---------------- | ------------------ | ----------------- |
| 1            | Mark Cavendish | Mark Cavendish        | Mark Cavendish     | Marc de Maar     | Fréderique Robert  | Lampre-Merida     |
| 2            | Mark Cavendish | Mark Cavendish        | Mark Cavendish     | Marc de Maar     | Fréderique Robert  | Lampre-Merida     |
| 3            | Rein Taaramäe  | Rein Taaramäe         | Mark Cavendish     | Rein Taaramäe    | Mattia Pozzo       | Cofidis           |
| 4            | Mark Cavendish | Rein Taaramäe         | Mark Cavendish     | Rein Taaramäe    | Mattia Pozzo       | Cofidis           |
| 5            | Elia Viviani   | Rein Taaramäe         | Mark Cavendish     | Marc de Maar     | Mattia Pozzo       | Cofidis           |
| 6            | Adam Yates     | Adam Yates            | Mark Cavendish     | Marc de Maar     | Mattia Pozzo       | Cofidis           |
| 7            | Elia Viviani   | Adam Yates            | Mark Cavendish     | Marc de Maar     | Mattia Pozzo       | Cofidis           |
| 8            | Mark Cavendish | Adam Yates            | Mark Cavendish     | Marc de Maar     | Mattia Pozzo       | Cofidis           |
| 0Eindstanden | 0Eindstanden   | Adam Yates            | Mark Cavendish     | Marc de Maar     | Mattia Pozzo       | Cofidis           |

## UCI Europe Tour
In deze Ronde van Turkije zijn punten te verdienen voor de ranking in de UCI Europe Tour 2014. Enkel renners die uitkomen voor een (pro-)continentale ploeg, maken aanspraak om punten te verdienen.
| Positie                      | 1e  | 2e | 3e | 4e | 5e | 6e | 7e | 8e | 9e | 10e | 11e | 12e | 13e | 14e | 15e |
| Eindklassement               | 100 | 70 | 40 | 30 | 25 | 20 | 15 | 10 | 9  | 8   | 7   | 6   | 5   | 4   | 3   |
| Per etappe                   | 20  | 14 | 8  | 7  | 6  | 5  | 4  | 2  |    |     |     |     |     |     |     |
| Drager leiderstrui (per dag) | 10  |    |    |    |    |    |    |    |    |     |     |     |     |     |     |

| #  | Renner              | Ploeg                       | Punten |
| -- | ------------------- | --------------------------- | ------ |
| 1  | Rein Taaramäe       | Cofidis                     | 127    |
| 2  | Romain Hardy        | Cofidis                     | 54     |
| 3  | Davide Rebellin     | CCC Polsat Polkowice        | 39     |
| 4  | Juan José Cobo      | Torku Şeker Spor            | 25     |
| 5  | Kristian Sbaragli   | MTN-Qhubeka                 | 20     |
| 6  | Luis León Sánchez   | Caja Rural-Seguros RGA      | 17     |
| 7  | Francesco Chicchi   | Neri Sottoli                | 14     |
| 8  | Danilo Napolitano   | Wanty-Groupe Gobert         | 10     |
| 8  | Michael Van Staeyen | Topsport Vlaanderen-Baloise | 10     |
| 10 | Aldo Ino Ilešič     | Unitedhealthcare            | 8      |
| 10 | Enrico Barbin       | Bardiani CSF                | 8      |
| 12 | Merhawi Kudus       | MTN-Qhubeka                 | 7      |
| 12 | Andrea Fedi         | Neri Sottoli                | 7      |
| 12 | Kevin Seeldraeyers  | Wanty-Groupe Gobert         | 7      |
| 15 | Francesco Lasca     | Caja Rural-Seguros RGA      | 6      |
| 16 | Ken Hanson          | Unitedhealthcare            | 5      |
| 16 | Rafael Andriato     | Neri Sottoli                | 5      |
| 16 | Tomasz Marczyński   | CCC Polsat Polkowice        | 5      |
| 19 | Ahmet Örken         | Torku Şeker Spor            | 4      |
| 19 | Javier Mejías       | Novo Nordisk                | 4      |
| 20 | Peio Bilbao         | Caja Rural-Seguros RGA      | 3      |

2000 ·
2001 ·
2002 ·
2003 ·
2004 ·
2005 ·
2006 ·
2007 ·
2008 ·
2009 ·
2010 ·
2011 ·
2012 ·
2013 ·
2014 ·
2015 ·
2016 ·
2017 ·
2018 ·
2019 ·
2020 ·
2021 ·
2022 ·
2023 · 2024
Etappewedstrijden

 Ster van Bessèges ·
 Ronde van de Middellandse Zee ·
 Ruta del Sol ·
 Ronde van de Algarve ·
 Ronde van de Haut-Var ·
 Driedaagse van West-Vlaanderen ·
 Internationale Wielerweek ·
 Internationaal Wegcriterium ·
 Driedaagse van De Panne-Koksijde ·
 Ronde van de Sarthe ·
 Ronde van Trentino ·
 Ronde van Turkije ·
 Vierdaagse van Duinkerke ·
 Ronde van Azerbeidzjan ·
 Szlakiem Grodów Piastowskich ·
 Ronde van Castilië en León ·
 Ronde van Picardië ·
 Ronde van Noorwegen ·
 World Ports Classic ·
 Ronde van Beieren ·
 Ronde van België ·
 Tour des Fjords ·
 Ronde van Estland ·
 Ronde van Luxemburg ·
 Boucles de la Mayenne ·
 Ster ZLM Toer ·
 Ronde van Slovenië ·
 Route du Sud ·
 Ronde van Oostenrijk ·
 Sibiu Cycling Tour ·
 Ronde van Wallonië ·
 Ronde van Portugal ·
 Ronde van Denemarken ·
 Ronde van de Ain ·
 Ronde van Burgos ·
 Arctic Race of Norway ·
 Ronde van de Limousin ·
 Ronde van Poitou-Charentes ·
 Ronde van Groot-Brittannië ·
 Ronde van Gévaudan Languedoc-Roussillon ·
 Eurométropole Tour
Eendaagse wedstrijden

 GP La Marseillaise ·
 Grote Prijs van de Etruskische Kust ·
 Trofeo Palma ·
 Trofeo Ses Salines ·
 Trofeo Serra de Tramuntana ·
 Trofeo Platja de Muro ·
 Trofeo Laigueglia ·
 Ronde van Murcia ·
 Omloop Het Nieuwsblad ·
 Classic Sud Ardèche ·
 GP Lugano ·
 Clásica de Almería ·
 Kuurne-Brussel-Kuurne ·
 La Drôme Classic ·
 Le Samyn ·
 GP Città di Camaiore ·
 Strade Bianche ·
 Roma Maxima ·
 Ronde van Drenthe ·
 Dwars door Drenthe ·
 Nokere Koerse ·
 GP Nobili Rubinetterie ·
 Handzame Classic ·
 Classic Loire-Atlantique ·
 Grote Prijs van Cholet-Pays de Loire ·
 Dwars door Vlaanderen ·
 Route Adélie de Vitré ·
 Volta Limburg Classic ·
 Grote Prijs Miguel Indurain ·
 Ronde van La Rioja ·
 Scheldeprijs ·
 GP Cerami ·
 Klasika Primavera ·
 Parijs-Camembert ·
 Brabantse Pijl ·
 GP Denain ·
 Ronde van de Finistère ·
 Tro Bro Léon ·
 Ronde van Keulen ·
 La Roue Tourangelle ·
 Rund um den Finanzplatz Eschborn-Frankfurt ·
 Ronde van de Somme ·
 ProRace Berlin ·
 Grote Prijs van Plumelec ·
 Boucles de l'Aulne ·
 Ronde van Zeeland Seaports ·
 GP Kanton Aargau ·
 Ronde van Limburg ·
 Ronde van de Apennijnen ·
 Halle-Ingooigem ·
 Prueba Villafranca de Ordizia ·
 GP Industria & Artigianato-Larciano ·
 Ronde van Toscane ·
 Circuito de Getxo ·
 Polynormande ·
 RideLondon Classic ·
 GP Stad Zottegem ·
 Arnhem-Veenendaal Classic ·
 Châteauroux Classic de l'Indre ·
 Druivenkoers Overijse ·
 Brussels Cycling Classic ·
 GP Fourmies ·
 Ronde van de Doubs ·
 GP Jef Scherens ·
 Coppa Bernocchi ·
 GP van Wallonië ·
 Coppa Agostoni ·
 Ronde van de Drie Valleien ·
 Kampioenschap van Vlaanderen ·
 Grote Prijs Impanis-Van Petegem ·
 Memorial Marco Pantani ·
 GP Industria & Commercio di Prato ·
 GP van Isbergues ·
 Omloop van het Houtland ·
 Duo Normand ·
 Milaan-Turijn ·
 Ronde van het Münsterland ·
 Ronde van de Vendée ·
 Memorial Frank Vandenbroucke ·
 Coppa Sabatini ·
 Parijs-Bourges ·
 Ronde van Emilia ·
 Parijs-Tours ·
 GP Beghelli ·
 Nationale Sluitingsprijs ·
 Chrono des Nations